# Giovani Calciatori Vigevanesi 1930-1931
Questa pagina raccoglie i dati riguardanti la Giovani Calciatori Vigevanesi nelle competizioni ufficiali della stagione 1930-1931.

## Rosa
| N. |                   | Ruolo | Calciatore        |
| -- | ----------------- | ----- | ----------------- |
|    | Italia (bandiera) | A     | Stefano Aigotti   |
|    | Italia (bandiera) | A     | Piero Antona      |
|    | Italia (bandiera) | A     | Angelo Azzimonti  |
|    | Italia (bandiera) | D     | Ugo Bonzano       |
|    | Italia (bandiera) | C     | Pietro Buscaglia  |
|    | Italia (bandiera) | D     | Vincenzo Coppo    |
|    | Italia (bandiera) | P     | Giovanni De Carli |
|    | Italia (bandiera) | C     | B. Giacometti     |

| N. |                   | Ruolo | Calciatore          |
| -- | ----------------- | ----- | ------------------- |
|    | Italia (bandiera) | D     | Lucilio Masera      |
|    | Italia (bandiera) | A     | Maurizio Monticelli |
|    | Italia (bandiera) | D     | Pallanza            |
|    | Italia (bandiera) | A     | Passera             |
|    | Italia (bandiera) | D     | Giovanni Renati     |
|    | Italia (bandiera) | C     | Valentino Sala      |
|    | Italia (bandiera) | A     | Eugenio Tognazzi    |